# Vapa (Čačak)
Vapa (Servisch cyrillisch Вапа) is een plaats in de Servische gemeente Čačak. De plaats telt 691 inwoners (2002).